# Artjom Nowikow

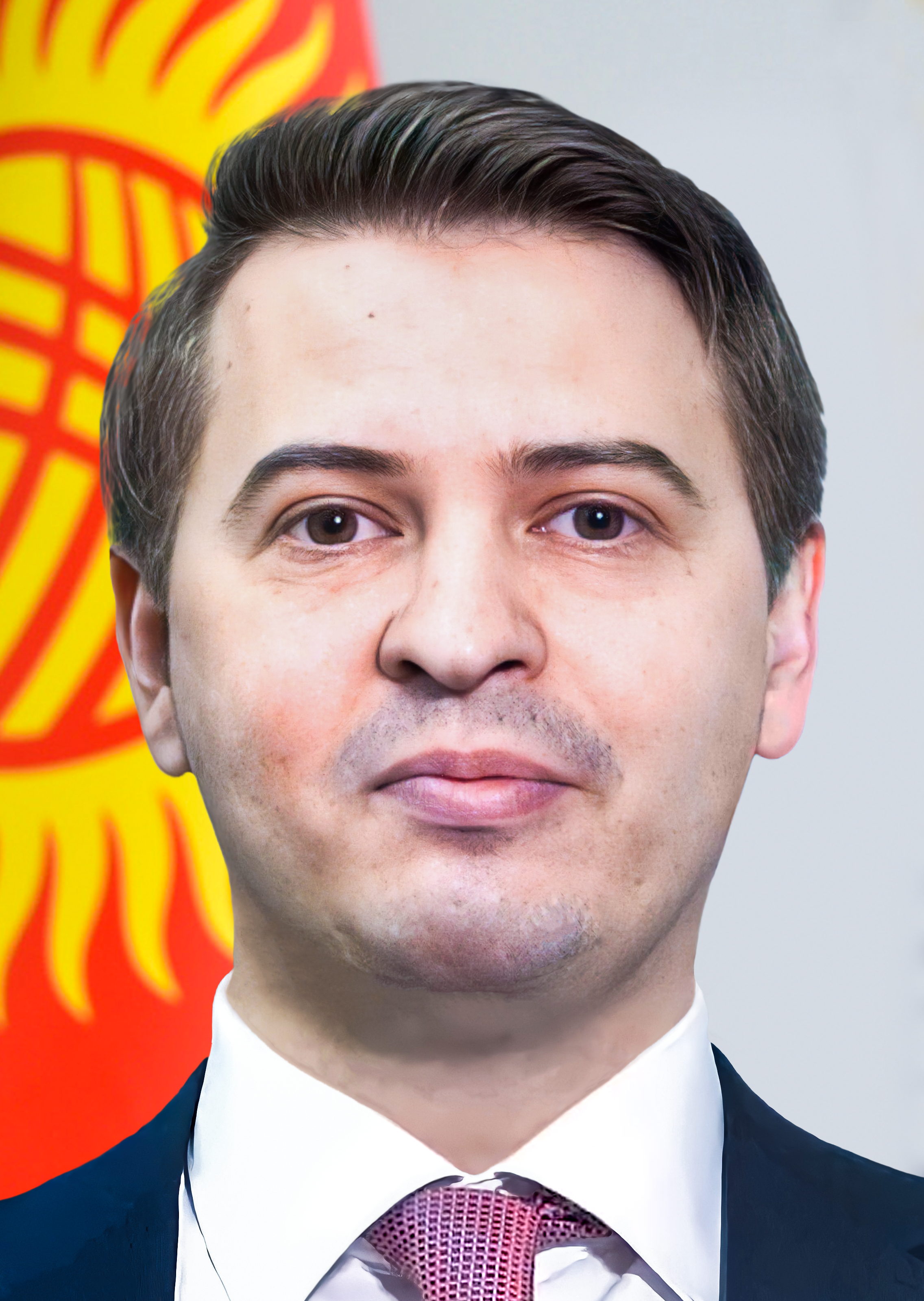
Artjom Nowikow (2020)

Artjom Eduardowitsch Nowikow (russisch Артём Эдуардович Новиков, * 13. Januar 1987 in Bischkek) ist ein kirgisischer Politiker, der vom 14. November 2020 bis zum 3. Februar 2021 kommissarischer Premierminister der Kirgisischen Republik war.

## Politische Karriere
Nowikow machte nach einem Abschluss im Bereich Wirtschaftswissenschaften an der Baltischen Staatlichen Technischen Universität Sankt Petersburg Karriere als Politiker mit einem Schwerpunkt in der Wirtschaftspolitik. Er stieg zum stellvertretenden Premierminister Kirgisistans auf und war in dieser Funktion unter anderem im Bereich der Wirtschafts- und Finanzpolitik und der Integration Kirgisistans in die Eurasische Wirtschaftsunion tätig, dabei vertrat er Kirgisistan beim Rat der Eurasischen Wirtschaftskommission. Die Proteste in Kirgisistan nach der Parlamentswahl 2020 und der Aufstieg Sadyr Dschaparows zum Premierminister und kommissarischen Präsidenten, sowie dessen Ankündigung beide Ämter zugunsten einer Kandidatur bei der Präsidentschaftswahl im Januar 2020 aufgeben zu wollen, sorgten für einen verstärkten politischen Einfluss Nowikows. Im Falle des Rücktritts des Premierministers sieht die kirgisische Verfassung die kommissarische Übernahme des Amtes durch den stellvertretenden Premierminister vor, sodass Nowikow beim Rücktritt Dschaparows zum Premierminister aufsteigen würde.
Mit dem Rücktritt Dschaparows am 14. November trat dieses Szenario ein und Nowikow wurde im Alter von 33 Jahren Premierminister Kirgisistans. Am 17. November kam Nowikow mit dem kommissarischen Präsidenten Talant Mamytow zusammen, um das weitere politische Vorgehen abzustimmen. Mit der COVID-19-Pandemie in Kirgisistan, der damit verbundenen Wirtschaftskrise, der politischen Unsicherheit nach der Annullierung der Parlamentswahl vom 4. Oktober 2020 und der Abhaltung von Parlaments- und Präsidentschaftswahlen sieht sich die unerfahrene politische Führung des Landes zahlreichen Herausforderungen gegenüber. Nowikow kündigte im Anschluss an das Treffen an, seine Regierung werde alle Maßnahmen ergreifen, um eine transparente und verfassungsgemäße Durchführung der Präsidentschaftswahl zu gewährleisten. Außerdem gab er Auskunft über die Entwicklung der Staatseinnahmen und die angespannte Haushaltslage des kirgisischen Staates. Trotz der Einnahmeausfälle infolge der wirtschaftlichen Folgen der COVID-19-Pandemie garantierte er die Finanzierung aller Sozialleistungen.  Zur Bewältigung der Wirtschaftskrise stellte Nowikow einen kurzfristigen Aktionsplan vor, der unter anderem Maßnahmen zur Sicherstellung der Nahrungsmittel- und Medikamentenversorgung in Kirgisistan enthielt.
Nach der Präsidentschaftswahl 2021 strebte Wahlsieger Dschaparow eine Regierungsumbildung an, die am 3. Februar 2021 vollzogen wurde. Ulukbek Maripow leitete als neuer Premierminister eine stark verkleinertes Kabinett, Nowikow wurde im Zuge der Regierungsumbildung zum stellvertretenden Premierminister ernannt.